# Kde řeky mají slunce
Kde řeky mají slunce è un film del 1961 diretto da Václav Krška.